# Andreas Thiermeyer
Andreas Thiermeyer (* 1. Oktober 1949 in Altdorf) ist ein deutscher katholischer Geistlicher. Er war Diözesanbeauftragter des Bistums Eichstätt für die Migrantenseelsorge und Gründungsrektor des Collegium Orientale in Eichstätt.

## Leben
Andreas Thiermeyer empfing im Jahr 1977 das Sakrament der Priesterweihe für das Bistum Eichstätt. Nach weiterführenden Studien erwarb er am Päpstlichen Orientalischen Institut in Rom das Lizenziat und wurde zum Dr. theol. promoviert.
Er war in der Pfarrseelsorge tätig und lebte zeitweise in der byzantinischen Abteilung des Klosters Niederaltaich. 1994 wurde er Stadtpfarrer in Weißenburg in Bayern.
Mit der Gründung des byzantinischen Studienseminars Collegium Orientale im Jahr 1998 übernahm er als erster Rektor dessen Leitung. Papst Benedikt XVI. berief ihn 2006 zum Konsultor der Kongregation für die orientalischen Kirchen.
Mit Wirkung vom 1. September 2008 wurde er zum Wallfahrtsrektor der Kirche Maria Heil der Kranken auf dem Habsberg und geistlichen Leiter des dortigen Jugendhauses des Bistums Eichstätt ernannt.
Bischof Gregor Hanke ernannte Thiermeyer mit Wirkung vom 1. Februar 2015 zum Diözesanbeauftragten für die Seelsorge an Migranten im Bistum Eichstätt und entpflichtete ihn von seinen bisherigen Aufgaben auf dem Habsberg. Er wurde gleichzeitig zur Mitarbeit im Pfarreienverbund Berching mit Wohnsitz in Oening beauftragt. Zum 1. September 2017 trat er in den Ruhestand.
Im Bistum Eichstätt war Thiermeyer seit 2005 Mitglied der Ökumenekommission und seit 2011 Umweltbeauftragter.

## Ehrungen
Im Jahr 2002 verlieh ihm Großerzbischof Lubomyr Kardinal Husar den Titel eines Erzpriesters der ukrainischen griechisch-katholischen Kirche.
2010 wurde er mit dem Ehrentitel eines Archimandriten ausgezeichnet. Die Weihe spendete ihm Bischof Milan Šašik am 10. Oktober 2010 in Uschgorod.

## Veröffentlichungen (Auswahl)
- Akathistos zu Ehren des heiligen Antlitzes unseres Herrn Jesus Christus. Aktionsgemeinschaft Kyrillos und Methodios, Eichstätt 2007, ISBN 978-3-00-020674-0.
- als Herausgeber und Übersetzer mit Martirij Baguin: Meterikon. Die Weisheit der Wüstenmütter. Sankt-Ulrich-Verlag, Augsburg 2004, ISBN 3-936484-32-5.
- Rom und Moskau. Facetten zu einem Problem (= PEK-Skript.). Presseamt des Erzbistums Köln, Köln 2002.

## Einzelbelege
1. 1 2 3 4 5   Archimandrit Andreas Thiermeyer wird 65 (Memento vom 12. Februar 2015 im Internet Archive), Homepage des Bistums Eichstätt, abgerufen am 28. September 2014
2. ↑  Dr. Andreas Thiermeyer wird Wallfahrtsrektor auf dem Habsberg, Mittelbayerische Zeitung vom 20. April 2008, abgerufen am 28. September 2014
3. ↑  Bischof Hanke ernennt Seelsorger für Migranten – Neue Seelsorger für den Habsberg und Velburg. In: Pressemeldung. Bistum Eichstätt, 14. Dezember 2014, abgerufen am 12. Februar 2015.
4. ↑  Dr. Andreas Thiermeyer geht in den Ruhestand. In: Pressemeldung. Bistum Eichstätt, 17. August 2017, abgerufen am 10. Januar 2018.
5. ↑   Archimandriten-Weihe für Dr. Andreas Thiermeyer (Memento vom 4. März 2016 im Internet Archive), Homepage des Bistums Eichstätt, abgerufen am 28. September 2014

| Personendaten    | Personendaten                      |
| ---------------- | ---------------------------------- |
| NAME             | Thiermeyer, Andreas                |
| ALTERNATIVNAMEN  | Thiermeyer, Andreas Abraham        |
| KURZBESCHREIBUNG | deutscher katholischer Geistlicher |
| GEBURTSDATUM     | 1. Oktober 1949                    |
| GEBURTSORT       | Altdorf                            |